# Michael Komnenos

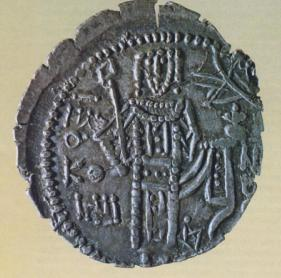
Von Michael Komnenos herausgegebene Münzen

Michael Komnenos (* 1285; † nach 1355) war im Jahr 1341 und nach einer Unterbrechung von 1344 bis 1349 Kaiser und Großkomnene von Trapezunt.

## Leben
Michael wurde 1285 als Sohn des trapezuntischen Kaisers Johannes II. und dessen Frau Eudokia Palaiologina geboren. Nach dem Tode seines älteren Bruders, des Kaisers Alexios II., musste er im Jahre 1330 vor dessen Sohn und Nachfolger Andronikos III. nach Konstantinopel ins Exil fliehen. Dieser ließ alle männlichen Verwandten töten, derer er habhaft werden konnte.
Im Jahr 1341 wurde Michael vom oströmischen Kaiser Johannes V. Palaiologos als Ehemann für die trapezuntische Kaiserin Irene ausersehen. Als er mit einer kleinen Flotte von drei Schiffen in Trapezunt eintraf, war Irene jedoch bereits abgesetzt und durch seine Nichte Anna ersetzt worden. Als männlicher Angehöriger der trapezuntischen Herrscherfamilie der Komnenen machte er nach seiner Ankunft Anna den Thron streitig und erreichte deren Absetzung. Seine darauf folgende Herrschaft als Kaiser währte jedoch nur kurz, da er von den trapezuntischen Adligen wegen der langen Zeit seines Exils in Konstantinopel als Fremder betrachtet wurde. Zudem wurde befürchtet, dass er die in Trapezunt verhasste Irene heiraten und dieser zur Rückkehr auf den Thron verhelfen würde. Er wurde daher noch am Tag seiner Krönung verhaftet, abgesetzt und ins Exil nach Oinaion (heute Ünye) geschickt, wo er vom Gouverneur Johannes von Limnia als Gefangener gehalten wurde. An seiner Stelle wurde die zuvor abgesetzte Anna erneut Kaiserin.
1342 gelang es Michaels Sohn Johannes III., Anna vom Thron zu vertreiben und ihr als Kaiser nachzufolgen. Zu dieser Zeit befand sich Michael immer noch in Gefangenschaft. Johannes wollte an dieser Situation offensichtlich nichts ändern. Allerdings machte er sich durch seinen inkompetenten Regierungsstil rasch Feinde. Der einflussreiche General Niketas, der heimliche Kaisermacher jener Jahre, wandte sich von Johannes ab. Er befreite Michael 1344 aus der Haft und marschierte sodann zusammen mit ihm nach Trapezunt. Bei ihrer Ankunft wurde Johannes abgesetzt und ins Kloster geschickt, die adligen Unterstützer des Johannes ermordet und Michael erneut als Kaiser eingesetzt.
Als Lohn für seine Unterstützung und unter dem Druck der wahren Kräfteverhältnisse verlieh Michael dem Niketas den Titel eines magnus dux und erließ Verfügungen, nach denen die eigentliche Macht im Staate von diesem und den von ihm ernannten Beamten ausgeübt werden solle. Dieses Regierungssystem war jedoch nur kurzlebig, weil es bei den Einwohnern Trapezunts äußerst unbeliebt war. Da die Bevölkerung nicht nachvollziehen konnte, dass der Kaiser sich selbst seiner Machtbefugnisse entledigte, erhob sie sich gegen das oligarchische System des Niketas. Michael ergriff die sich bietende Gelegenheit, entzog diesem die gerade gewährten Kompetenzen und warf ihn in den Kerker. Seinen Sohn Johannes ließ er vorsichtshalber nach Adrianopel ins Exil schaffen, um dem unzufriedenen trapezuntischen Adel den Anlass für eine neuerliche Revolte zu entziehen.
Im Jahre 1347 schlug Michael einen Angriff der Turkmenen, die sich die in Trapezunt herrschenden inneren Wirren zunutze machen wollten, zurück. Noch im gleichen Jahr wurde Trapezunt jedoch vom Schwarzen Tod heimgesucht und Kerasunt, die zweitgrößte Stadt des Reiches, ging an die Genuesen verloren, die von ihrem auf der Krim gelegenen Stützpunkt Kaffa aus einen Feldzug gegen Trapezunt starteten. Die trapezuntische Flotte unter dem Admiral Michael Tzanichites wurde von den Genuesen vollständig zerstört. Die aufgebrachte Bevölkerung beging daraufhin ein Massaker unter westlichen Kaufleuten, die sich gerade in der Hauptstadt befanden. Im Zuge eines wenig später mit den Genuesen geschlossenen Friedensabkommens erhielt Trapezunt die Stadt Kerasunt zwar zurück, musste den Genuesen dafür aber die Festung Leontokastron überlassen. Dies leitete den Niedergang der Handelsmacht von Trapezunt ein und die Kontrolle über die lukrativen Handelsrouten im Schwarzen Meer gelangte mehr und mehr in die Hände der Genuesen.
Der schwer erkrankte Michael war schließlich nicht mehr in der Lage, sein wankendes Reich zu regieren. Zwischenzeitlich war es in Konstantinopel zu einer Umkehr der Verhältnisse gekommen, als Michaels dortiger Gönner, Kaiser Johannes V. Palaiologos, zeitweilig von Johannes VI. Kantakuzenos verdrängt wurde. Dieser unterstützte Johannes, einen Sohn des 1340 von Irene ermordeten trapezuntischen Kaisers Basileios, bei dem Versuch, Michael zu verdrängen. Am 13. Dezember 1349 nahm Johannes mit seinen Truppen Trapezunt ein. Michael wurde abgesetzt und Johannes bestieg unter dem Namen Alexios III. den Thron.
Nachdem sein Gönner Johannes V. Palaiologos in Konstantinopel wieder die Oberhand gewonnen hatte, unternahm Michael 1355 mit dessen Unterstützung einen Versuch, Alexios III. wieder vom Thron zu verdrängen. Er wurde jedoch geschlagen und musste nach Konstantinopel zurückkehren, wo er nur kurze Zeit später starb.
| Vorgänger     | Amt                            | Nachfolger   |
| ------------- | ------------------------------ | ------------ |
| Anna          | Kaiser von Trapezunt 1341      | Anna         |
| Johannes III. | Kaiser von Trapezunt 1344–1349 | Alexios III. |

| Personendaten    | Personendaten        |
| ---------------- | -------------------- |
| NAME             | Michael Komnenos     |
| KURZBESCHREIBUNG | Kaiser von Trapezunt |
| GEBURTSDATUM     | 1285                 |
| STERBEDATUM      | nach 1355            |